# Bythitidae
Bythitidae är en familj av fiskar. Bythitidae ingår i ordningen ormfiskartade fiskar, klassen strålfeniga fiskar, fylumet ryggsträngsdjur och riket djur. Enligt Catalogue of Life omfattar familjen Bythitidae 200 arter.

## Dottertaxa till Bythitidae, i alfabetisk ordning[1]
- Acarobythites
- Alionematichthys
- Anacanthobythites
- Beaglichthys
- Bellottia
- Bidenichthys
- Brosmodorsalis
- Brosmolus
- Brosmophyciops
- Brosmophycis
- Brotulinella
- Bythites
- Calamopteryx
- Cataetyx
- Dactylosurculus
- Dermatopsis
- Dermatopsoides
- Diancistrus
- Didymothallus
- Dinematichthys
- Diplacanthopoma
- Dipulus
- Eusurculus
- Fiordichthys
- Grammonus
- Gunterichthys
- Hastatobythites
- Hephthocara
- Lapitaichthys
- Lucifuga
- Majungaichthys
- Mascarenichthys
- Melodichthys
- Microbrotula
- Monothrix
- Ogilbia
- Ogilbichthys
- Paradiancistrus
- Porocephalichthys
- Pseudogilbia
- Pseudonus
- Saccogaster
- Stygnobrotula
- Thalassobathia
- Thermichthys
- Tuamotuichthys
- Typhliasina
- Ungusurculus
- Zephyrichthys